# Georg Moller

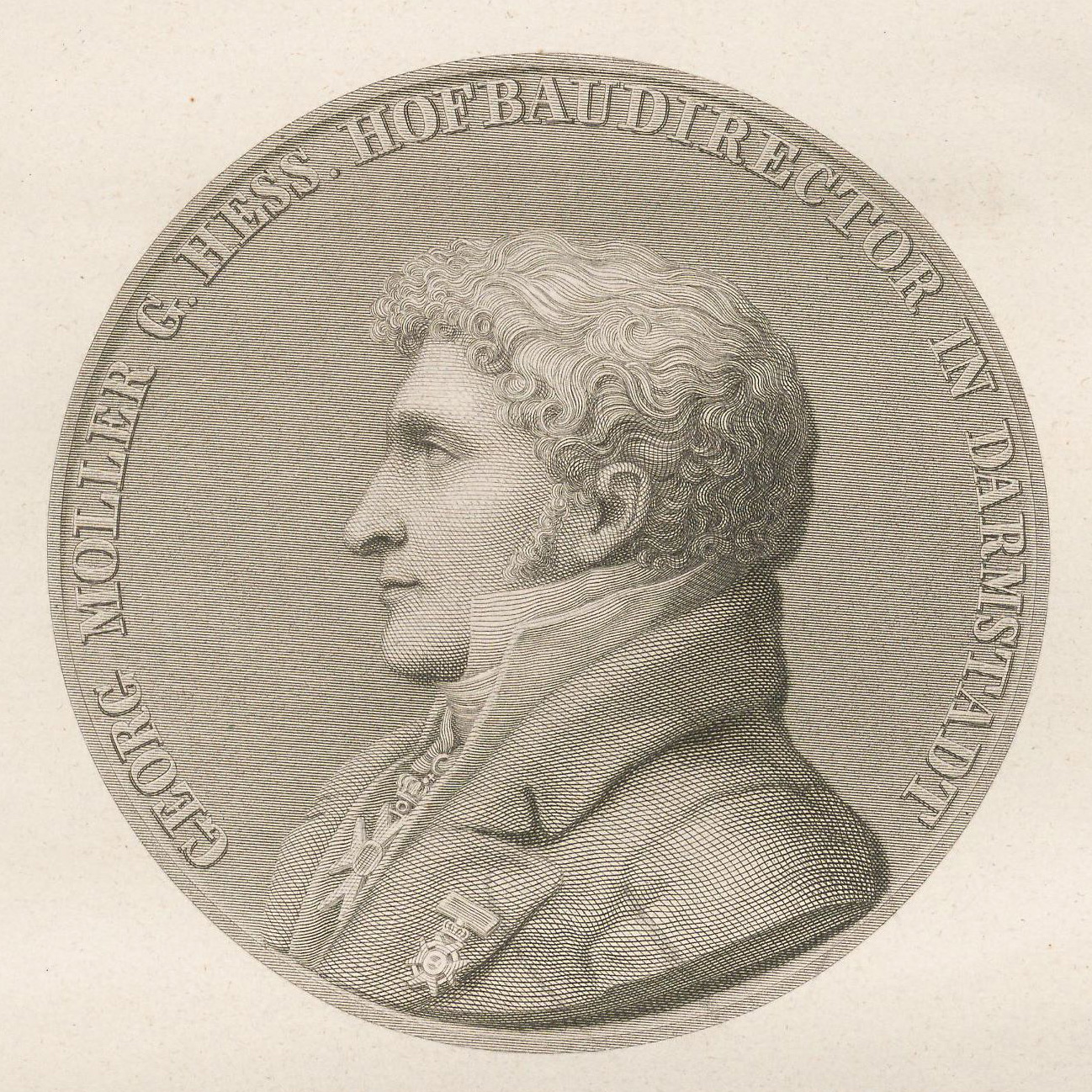
Georg Moller, vor 1852

Georg Moller (* 21. Januar 1784 in Diepholz; † 13. März 1852 in Darmstadt) war ein in Süddeutschland, insbesondere im früheren Großherzogtum Hessen, tätiger Architekt und Stadtplaner.

## Leben und Familienhintergrund
Moller stammt aus einer alten norwegischen Pastorenfamilie, die sich im 17. Jahrhundert durch die Herausgabe evangelischer Gesangbücher hervorgetan hatte. Der Vater, Levin Adolf Moller, wuchs in Westfalen auf und war als Notar in Celle, seit 1777 als Advokat und Prokurator in Diepholz tätig. Mollers Mutter, Elisabeth von Castelmur, stammte aus einem Schweizer Adelsgeschlecht des Oberengadins katholischer Konfession. Moller wuchs in einem gutbürgerlichen Milieu auf. Die Verbindungen der Familie über europäische Landesgrenzen und Konfessionen hinweg sorgten bereits früh für ein Heranwachsen in geistiger Liberalität und Neugierde.
Georg Moller wurde auf dem Alten Friedhof von Darmstadt bestattet (Grabstelle: I Mauer 141). Das Grab ist ein Ehrengrab.

## Ausbildung und Studienreisen
Nach Abschluss des Gymnasiums in Minden im Jahr 1800 nahm Moller ein Architekturstudium bei Diederich Christian Ludwig Witting in Hannover auf. Hier lernte er Friedrich Weinbrenner kennen, dem er 1802 nach Karlsruhe folgte, um seine Studien an der dortigen Bauschule fortzusetzen. In den Jahren 1807–1809 unternahm Georg Moller eine Studienreise nach Rom, wo er entscheidende Impulse durch die dortige deutsche Künstlerkolonie erhielt. Nach Beendigung dieser Reise wurde er 1810 Oberbaurat und Hofbaudirektor des Großherzogtums Hessen-Darmstadt. 1844 wurde er zum hessischen Oberbaudirektor ernannt.

## Berufliches Wirken im weltlichen und kirchlichen Umfeld
Zu seinen dortigen Hauptwerken zählen die St.-Ludwigs-Kirche, der erste katholische Sakralbau Darmstadts nach Einführung der Reformation, deren Gestalt an das Pantheon in Rom angelehnt ist, sowie das ehemalige Landestheater, der Luisenplatz und das Logenhaus der Freimaurer – das heutige „Moller-Haus“. Er war Mitglied der Darmstädter Freimaurerloge Johannes der Evangelist zur Eintracht. Darüber hinaus errichtete er das Staatstheater Mainz, welches durch seine halbkreisförmige Fassade für Aufsehen sorgte, sowie das Stadtschloss Wiesbaden der Herzöge von Nassau, den heutigen Sitz des Hessischen Landtages.

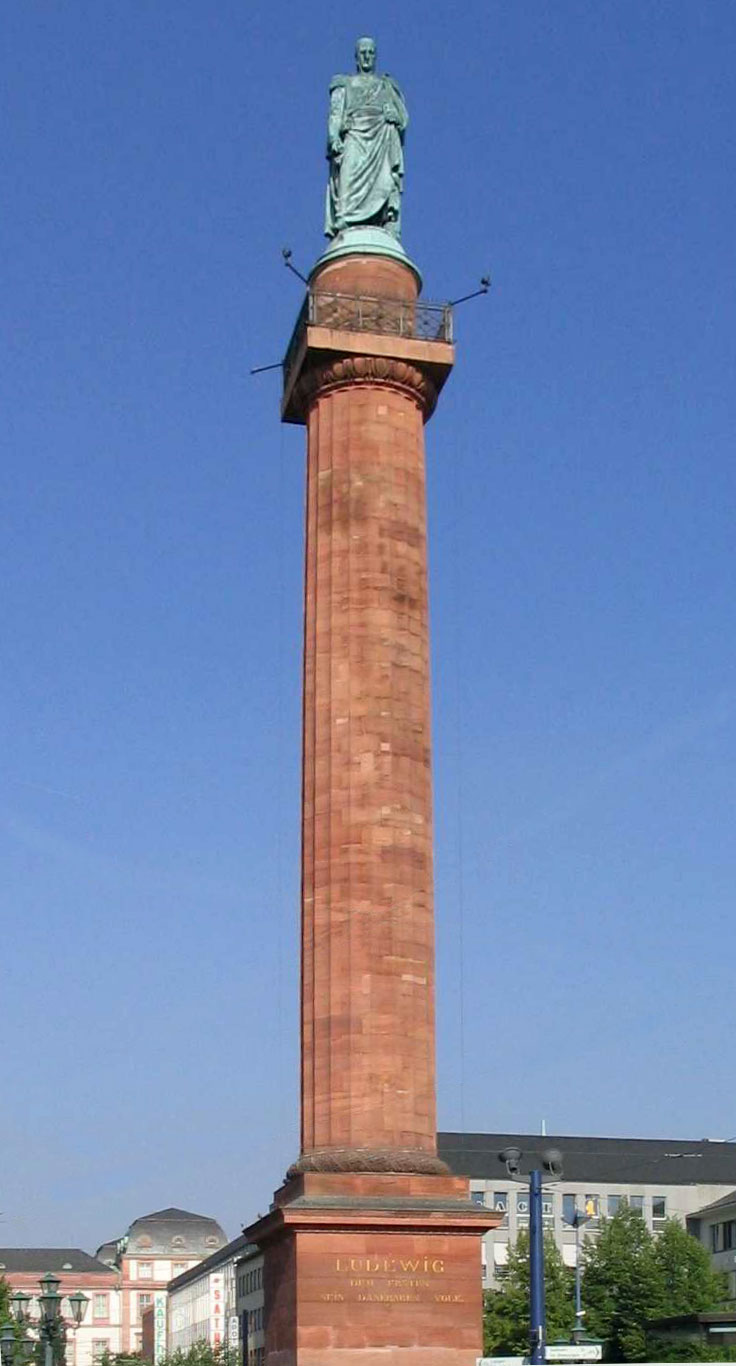
Ludwigsmonument in Darmstadt
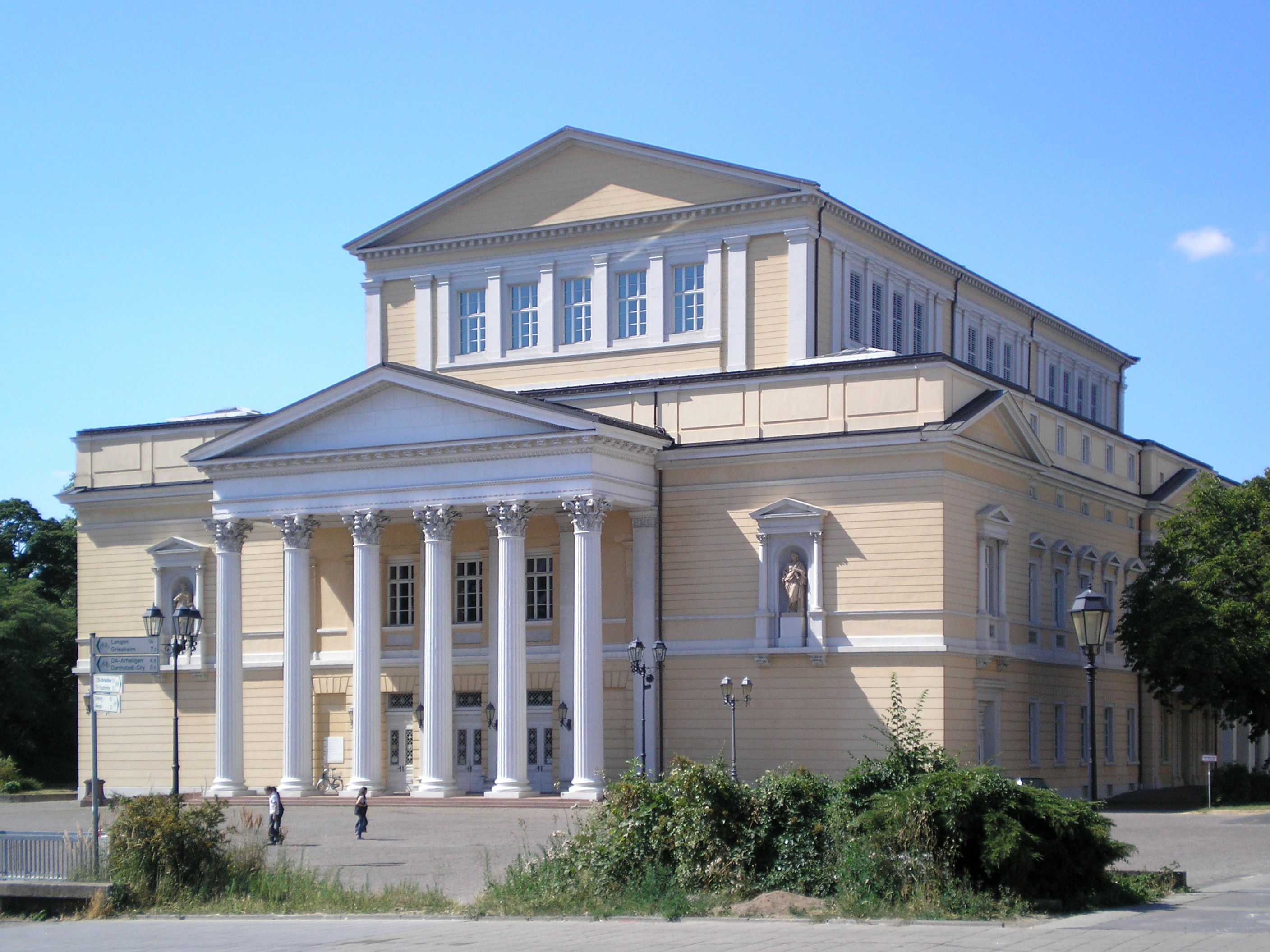
Haus der Geschichte in Darmstadt
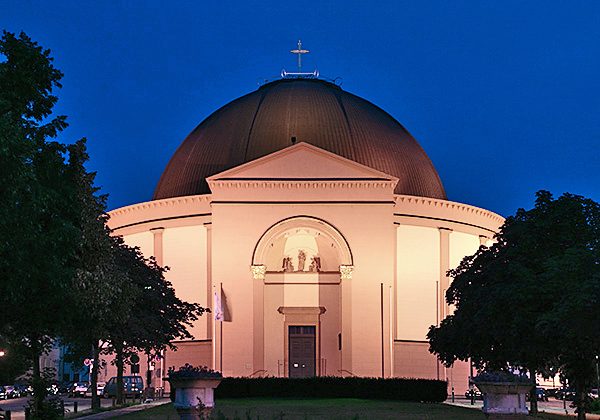
St.-Ludwigs-Kirche in Darmstadt
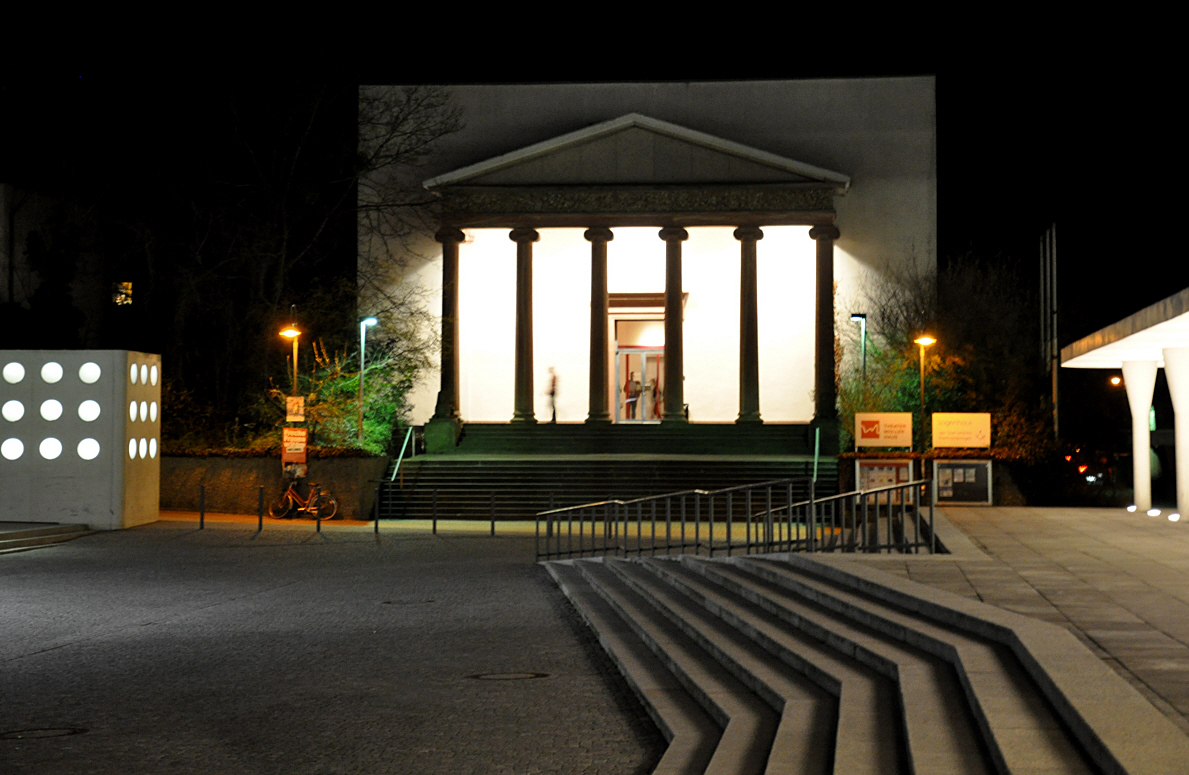
Moller-Haus in Darmstadt
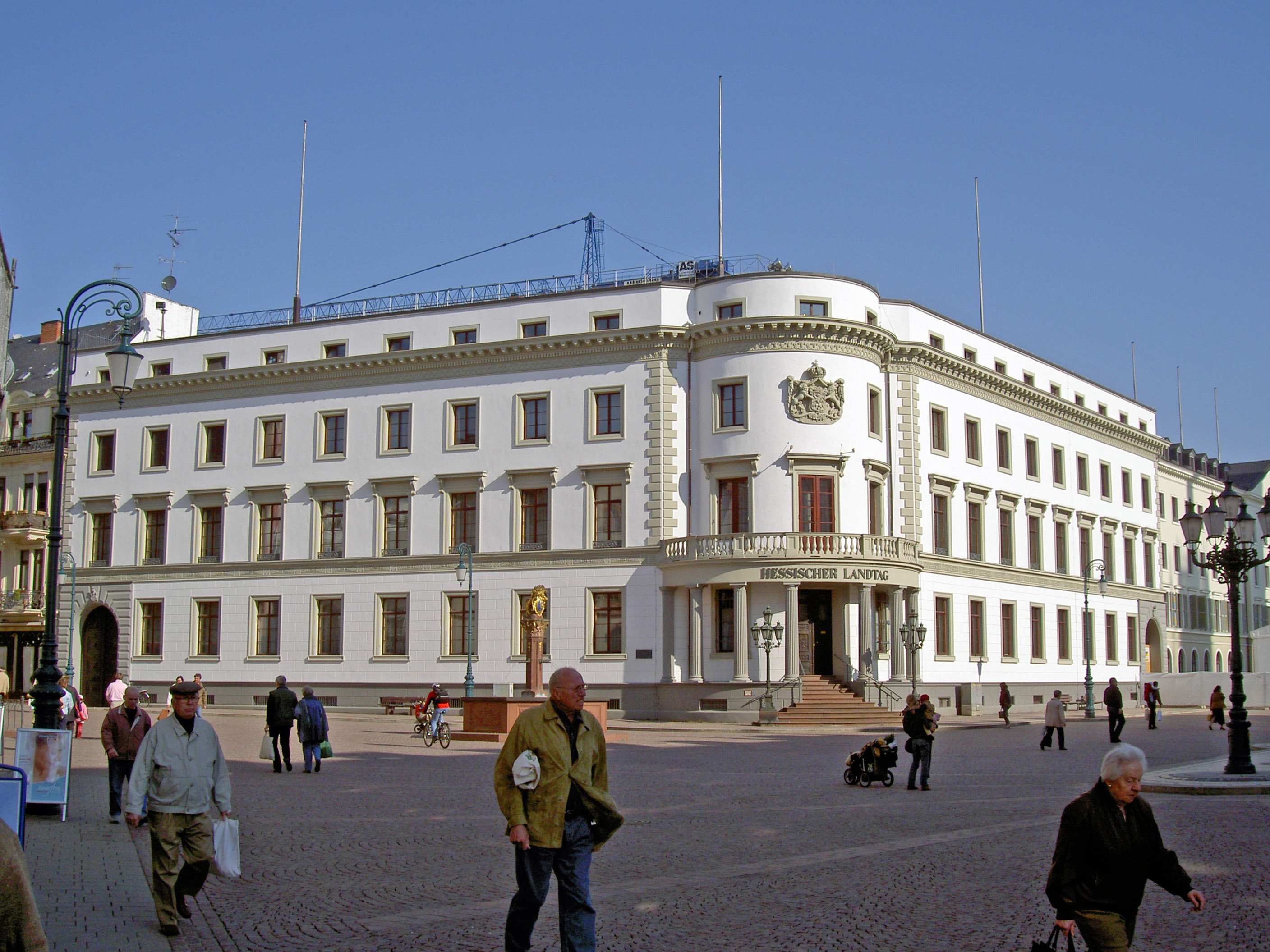
Stadtschloss in Wiesbaden
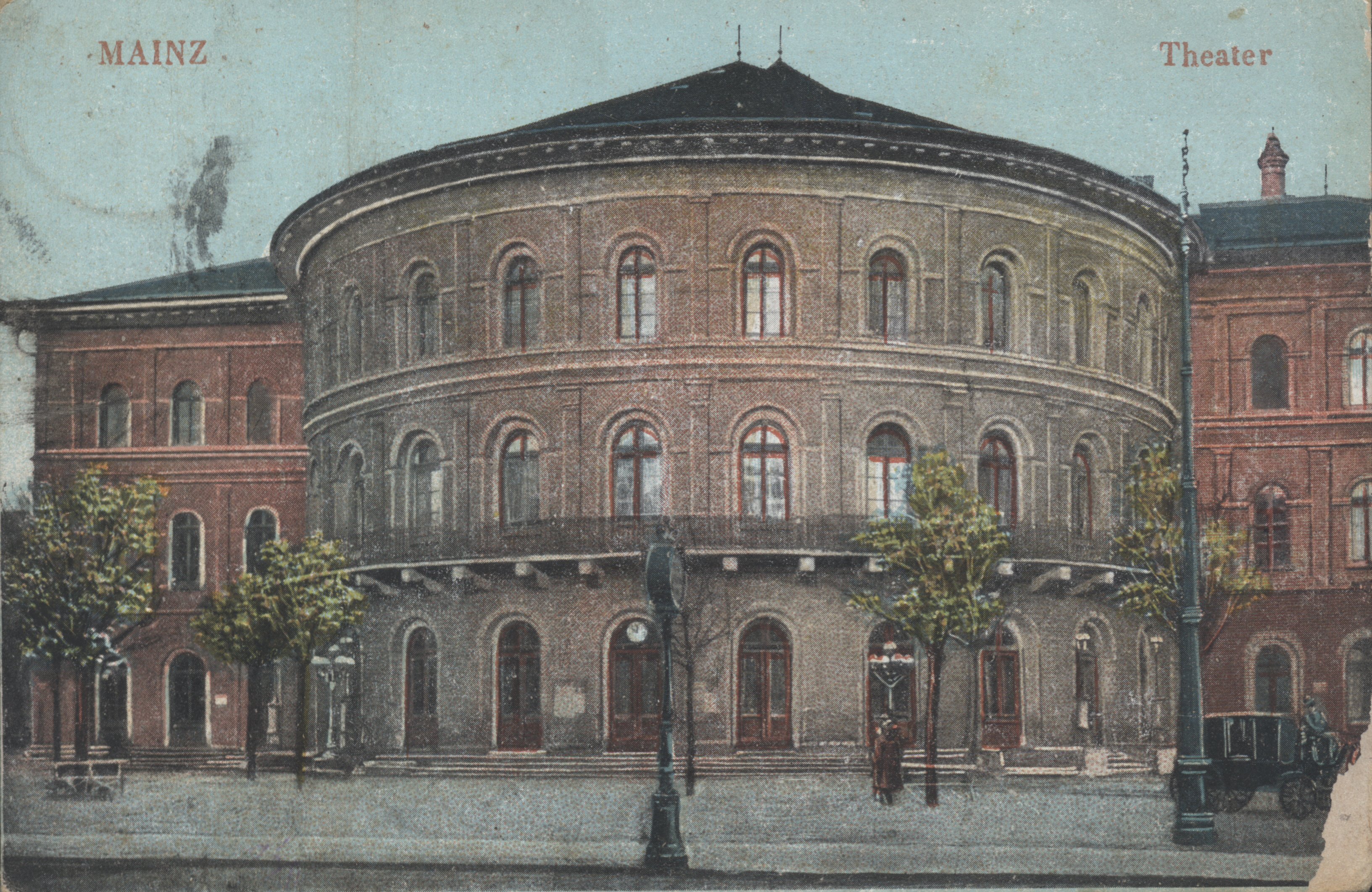
Staatstheater Mainz
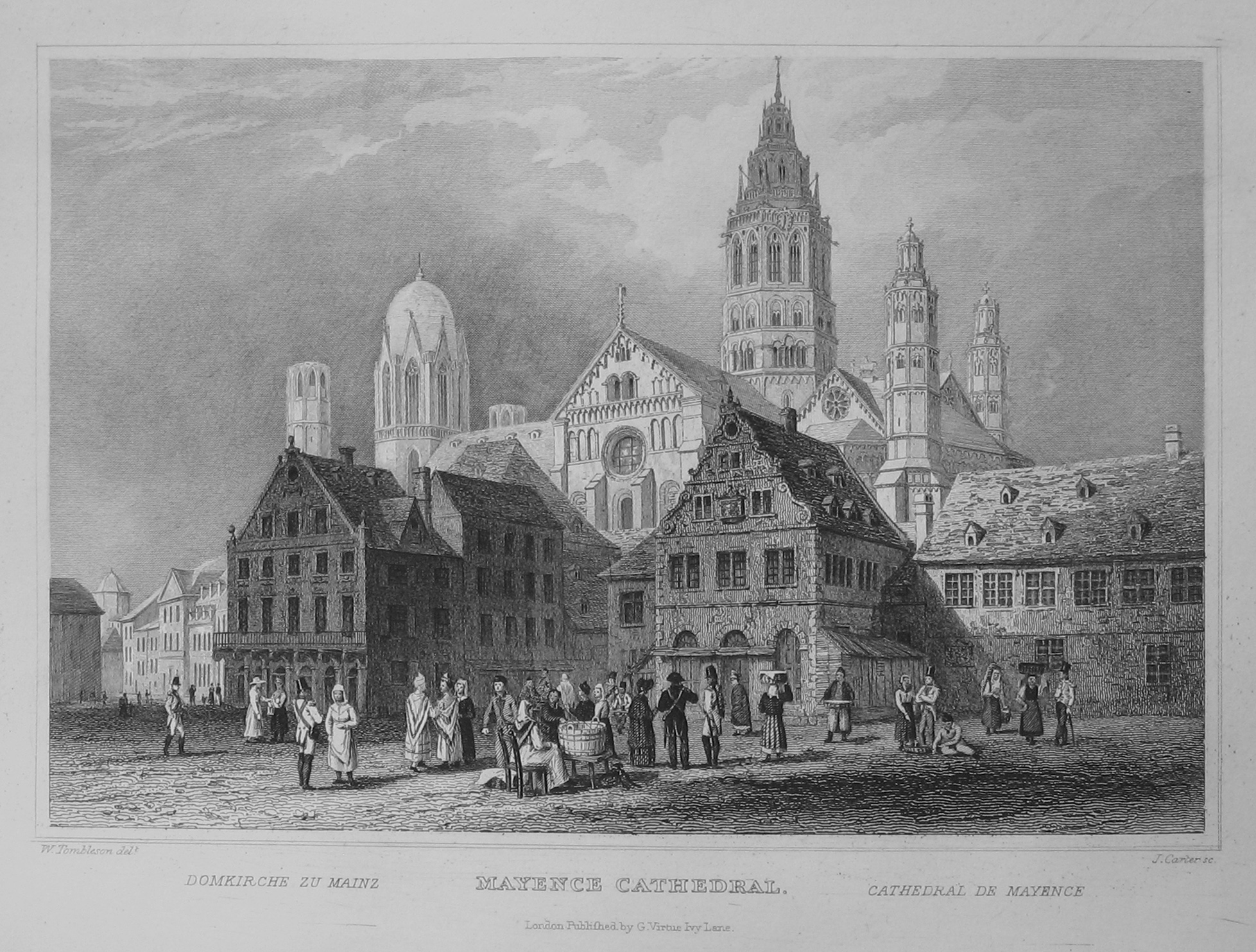
Mollersche Kuppel auf dem Mainzer Dom
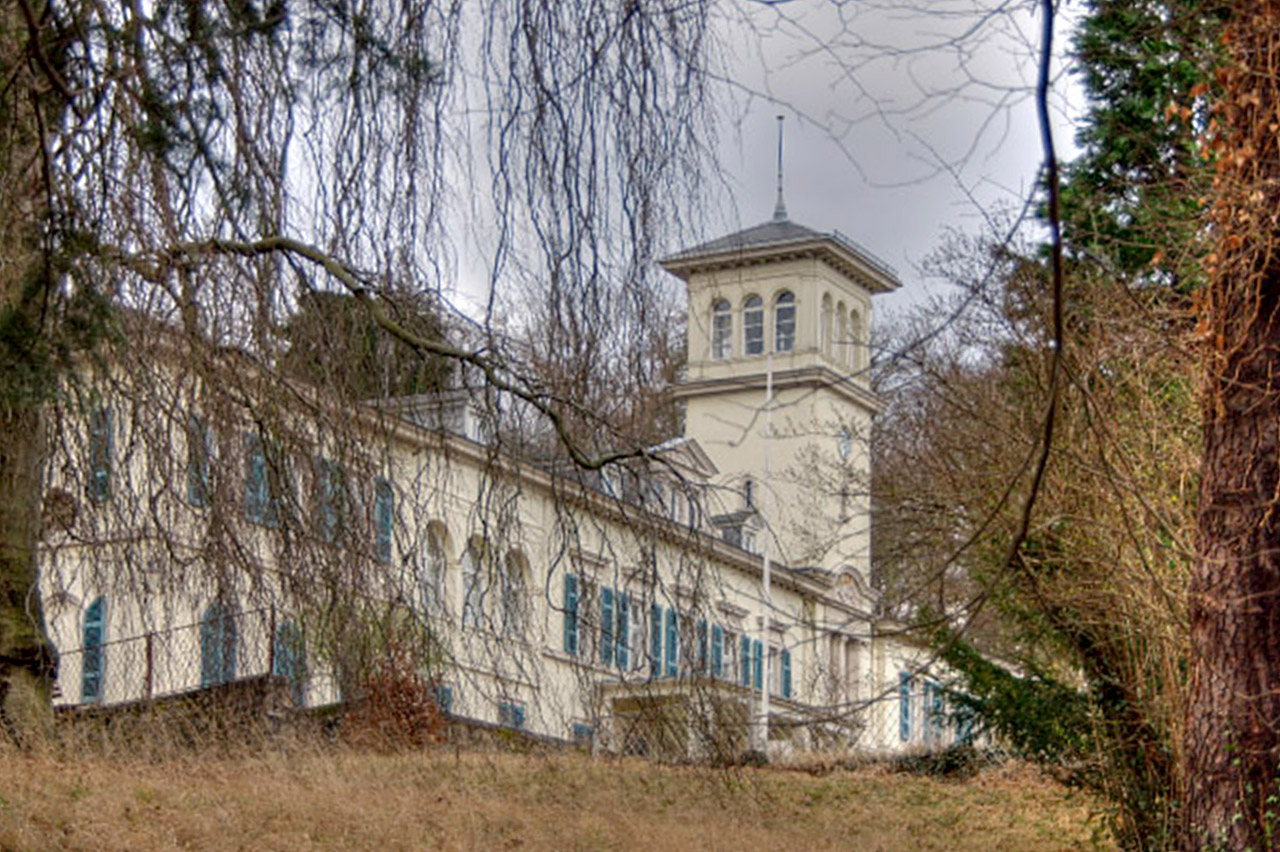
Schloss Heiligenberg in Jugenheim
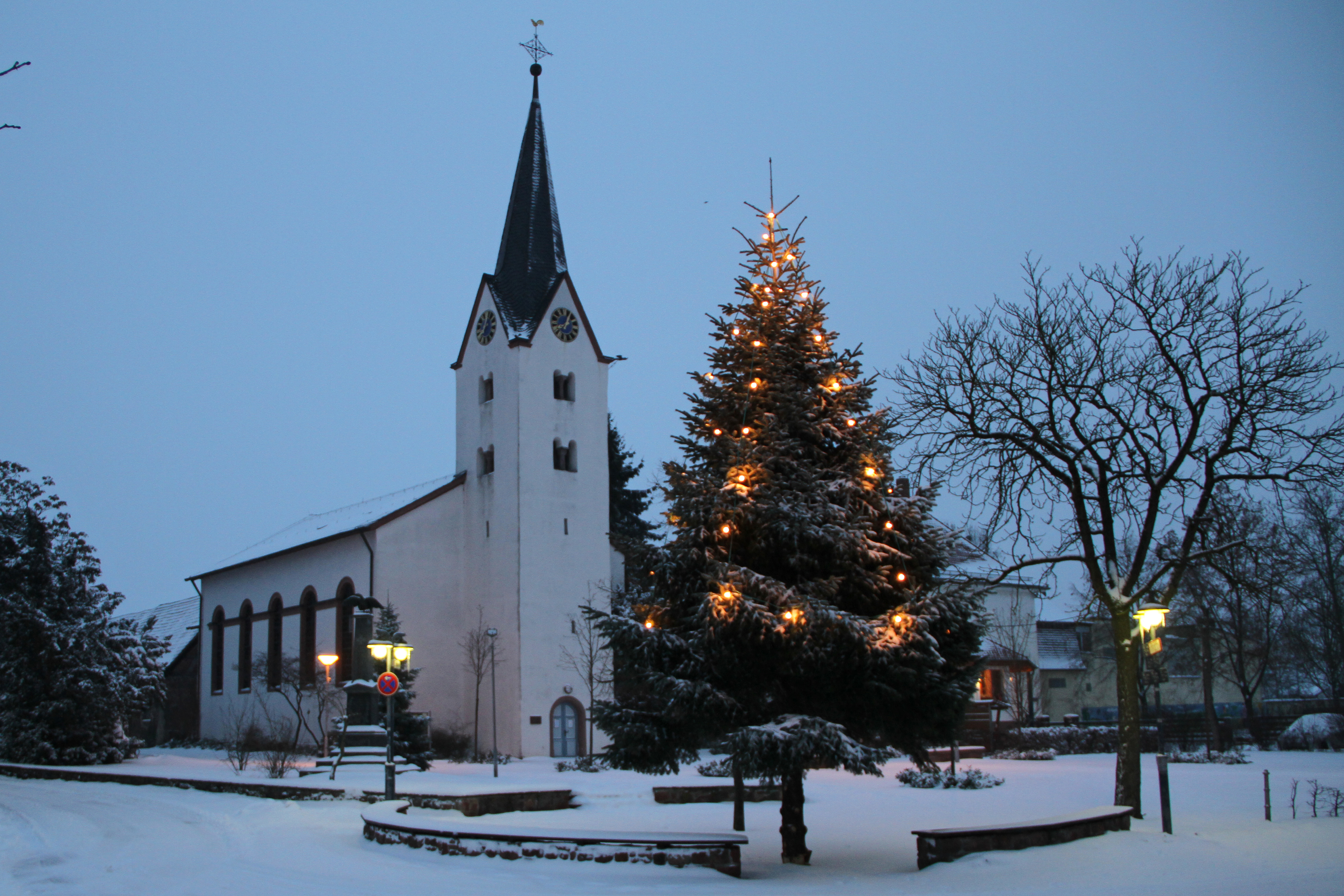
Die Dorfkirche in Gräfenhausen von 1819
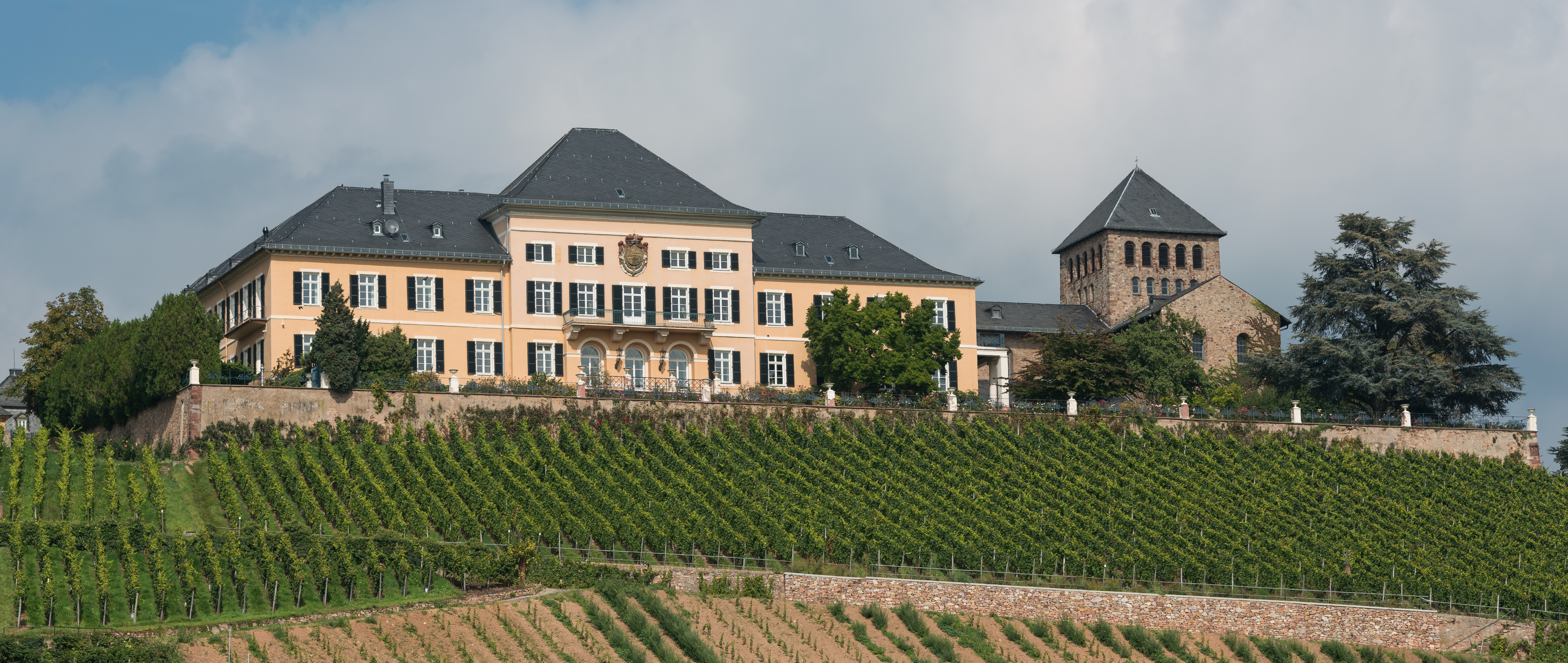
Schloss Johannisberg mit zugehörigem Weinberg von Süden aus fotografiert
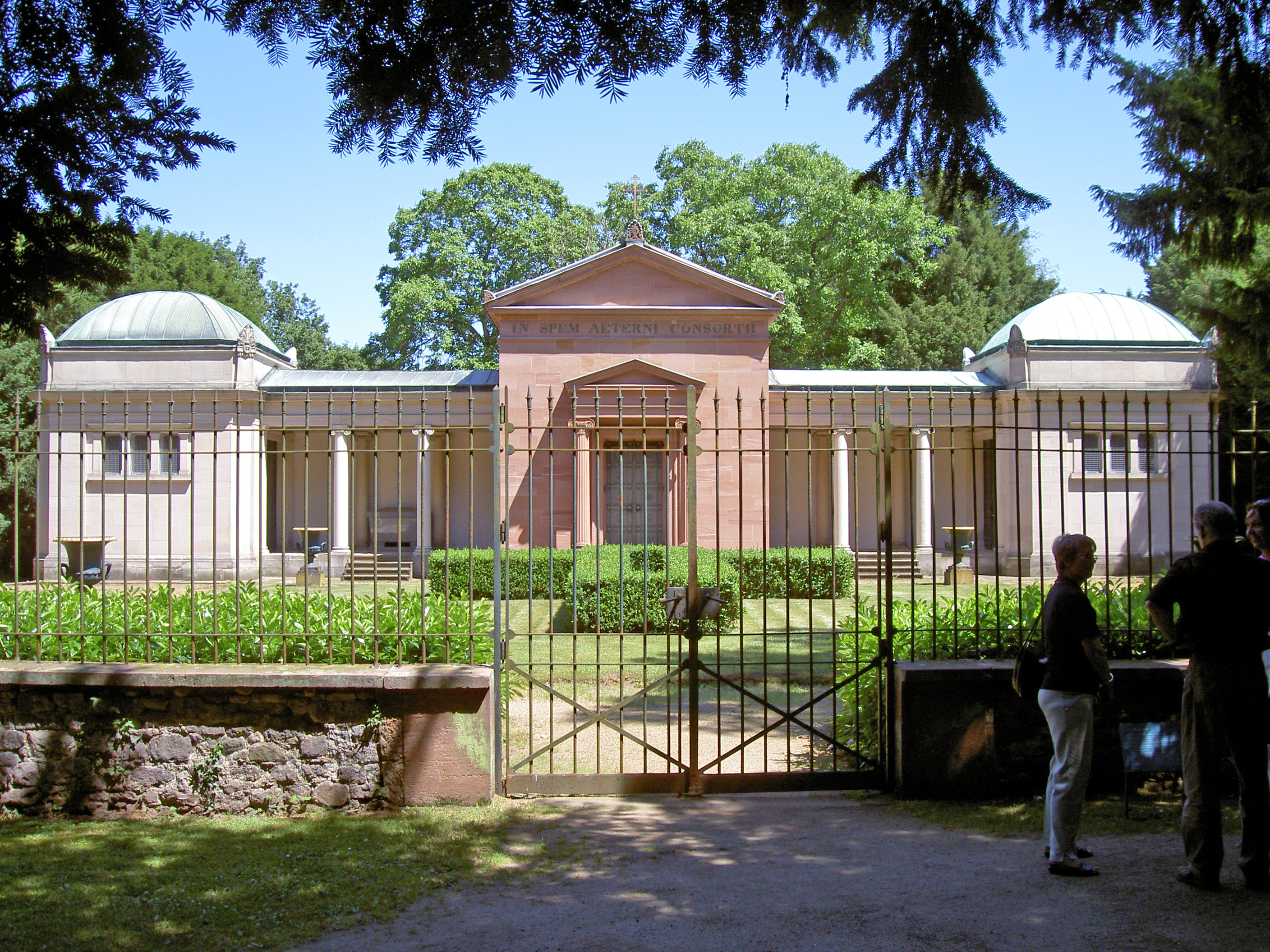
Altes Mausoleum im Park Rosenhöhe in Darmstadt
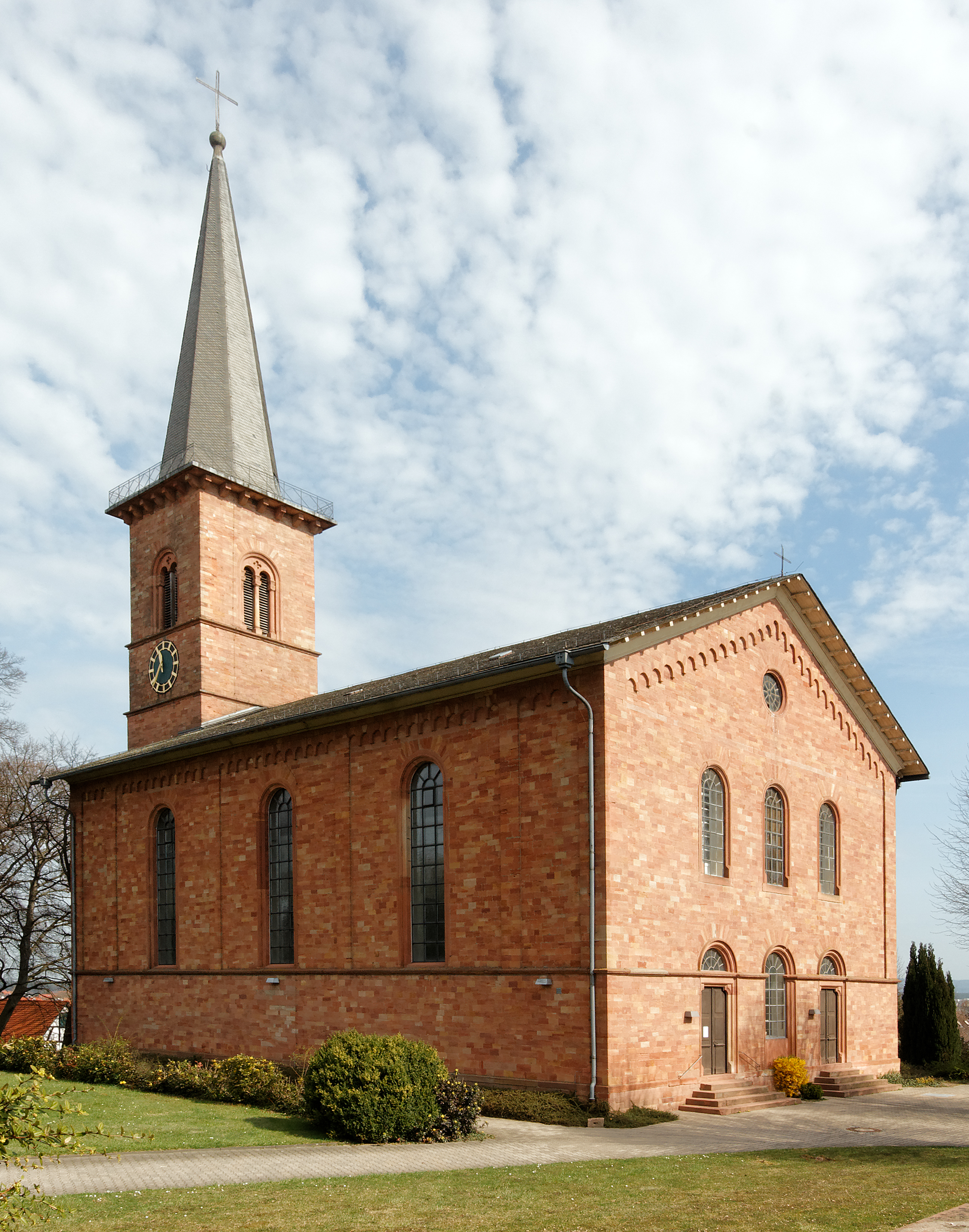
Evangelische Kirche von Schaafheim (1841)
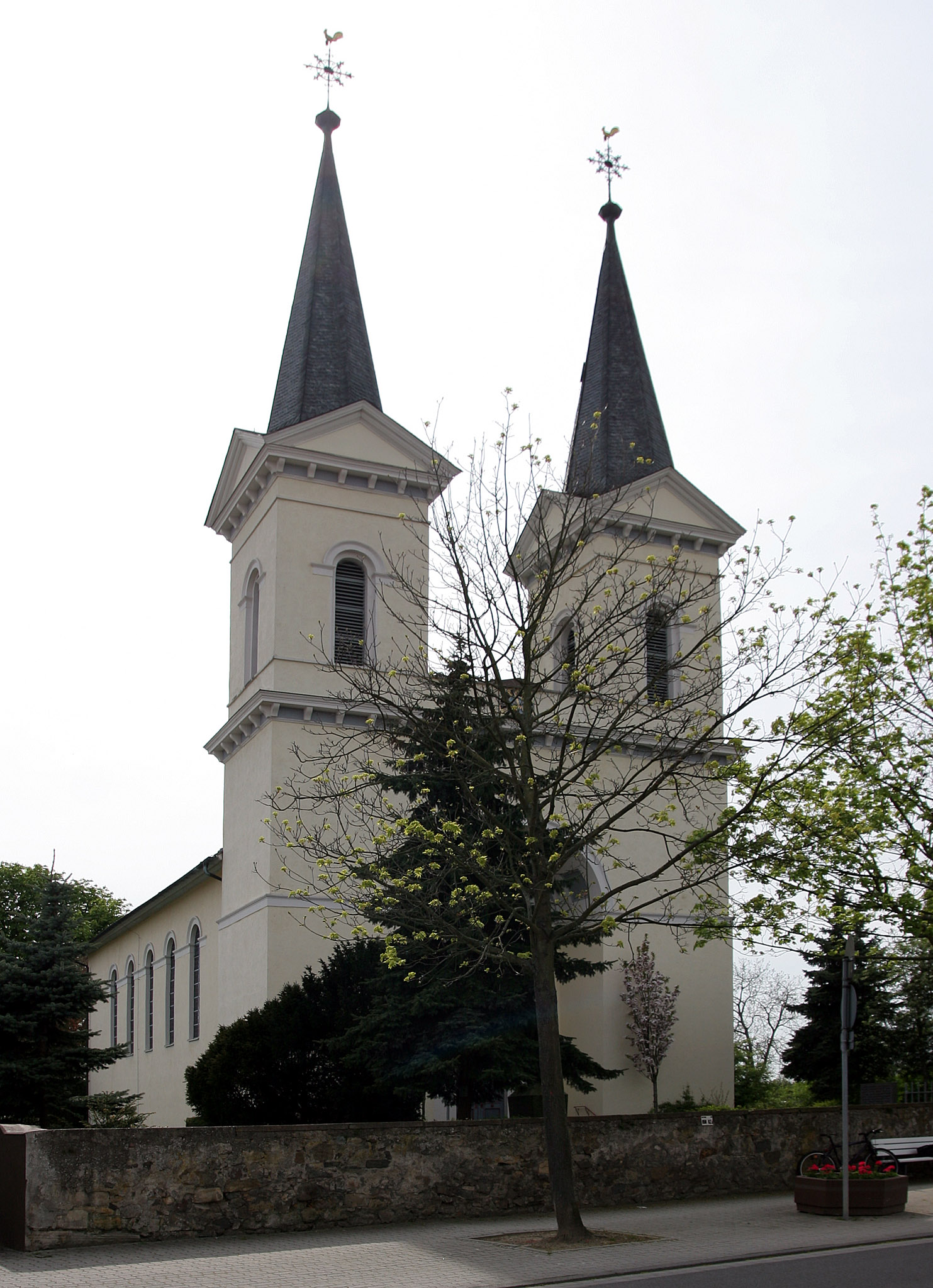
Evangelische Kirche von Schwanheim (1821)

Nur zwei von Georg Mollers größeren Bauwerken haben unversehrt den Zweiten Weltkrieg überstanden: Das großherzogliche Mausoleum auf der Rosenhöhe sowie die Ludwigsäule auf dem Luisenplatz – beide in Darmstadt, während der Rest teilweise völlig zerstört und abgerissen oder aber meist stark vereinfacht rekonstruiert wurde.
Moller arbeitete auch für die Landgrafen von Hessen-Homburg: der Umbau des Homburger und des Meisenheimer Schlosses (Wolfgangsbau) fallen in diesen Bereich. Ebenso war er für den Fürsten Klemens von Metternich tätig und gestaltete dessen Schloss Johannisberg neu. Er wirkte wohl auch in Hannover, wo er am Bau des Wangenheimpalais beratend tätig gewesen sein soll.
Moller gilt neben Karl Friedrich Schinkel und Leo von Klenze als wichtiger deutscher Architekt des Klassizismus und der Romantik. Sein außergewöhnlicher Erfindungsreichtum als Ingenieur und Schöpfer von wertvollen Raumkompositionen tritt sicherlich am eindrucksvollsten in der Darmstädter Ludwigskirche zu Tage und ist mit Blick auf die Schranken der Provinzialität Darmstadts umso erstaunlicher.
In seinem Büro bildete Moller eine Reihe erfolgreicher Architekten und späterer Hochschullehrer des deutschen Sprachraums aus, unter ihnen August Heinrich Andreae  (Hannover), Rudolf Wiegmann (Düsseldorf) sowie Ferdinand Stadler (Zürich), Ernst Georg Gladbach, Wilhelm Mithoff (Hannover), Christoph Riggenbach (Basel), Hugo von Ritgen (Gießen) und Friedrich Maximilian Hessemer (Frankfurt).
Neben seinem Werk als Architekt muss auch sein denkmalpflegerisches Wirken gewürdigt werden. Ihm ist unter anderem die Rettung der karolingischen Torhalle in Lorsch zu verdanken, die heute zum von der UNESCO geschützten Weltkulturerbe gehört. 1818 bewog er den Großherzog von Hessen-Darmstadt dazu, die erste Denkmalschutzverordnung zu erlassen. Es ist die erste gesetzliche Grundlage für den Schutz von Baudenkmälern in Deutschland. Sein bekanntes Sammelwerk Denkmäler der Deutschen Baukunst war seiner Zeit weit voraus.
Eine wichtige Rolle spielte Moller auch bei der Fertigstellung des Kölner Doms. Er kaufte 1814 eine Hälfte des 4,05 Meter großen überarbeiteten Fassadenplanes des Dombaumeisters Meister Arnold von dem Umstädter Zimmergesellen Johannes Fuhrer ab, der ihn auf einem Dachboden bei Darmstadt wiedergefunden hatte, die andere Planhälfte fand 1816 Sulpiz Boisserée in Paris.

## Werke
- 1810–1821: Stadtkirche Gießen
- 1816–1817: Kasino der Vereinigten Gesellschaft in Darmstadt, Rheinstraße / Neckarstraße
- 1816–1819: Evangelische Kirche in Gräfenhausen
- 1818: Freimaurerloge in Darmstadt, Sandstraße
- 1818–1920: Evangelische Kirche in Birkenau
- 1819: Staatstheater in Darmstadt, Karolinenplatz (heutiges Staatsarchiv)
- 1819–1821: Evangelische Kirche in Schwanheim
- 1819–1823: Evangelische Kirche St. Martin in Kelsterbach
- 1820: Teehäuschen im Park Rosenhöhe in Darmstadt
- 1820–1821: Evangelische Kirche in Lindenfels (Lautenschläger)
- 1820–1821: Katholische Kirche St. Kilian (Mainflingen) in Mainflingen
- 1821–1822: Katholische Kirche St. Gallus (Urberach) in Urberach
- 1822–1827: St. Ludwig in Darmstadt
- 1825: Kanzleigebäude in Darmstadt, Mathildenplatz
- 1825: St.-Georgs-Kirche in Bensheim
- 1825–1932: St. Sebastian und Valentin in Eppertshausen (Georg August Lerch)
- 1826: Altes Mausoleum im Park Rosenhöhe in Darmstadt
- 1829–1831: Evangelische Kirche in Sickenhofen (Georg August Lerch)
- 1829–1832: Evangelische Kirche in Schönberg (Ignaz Opfermann)
- 1829–1833: Staatstheater Mainz
- 1830–1886: Schloss Heiligenberg in Jugenheim; Baumaßnahmen ab 1862 nach 1846 von Moller erstellten Plänen
- 1831: Evangelische Kirche in Hamm am Rhein
- 1833–1934: Evangelische Kirche in Erfelden (Georg August Lerch)
- 1834: Evangelische Kirche St. Anna in Gronau (Ignaz Opfermann)
- 1836: Prinz-Carl-Palais in Darmstadt, Wilhelminenstraße
- 1837–1841: Stadtschloss Wiesbaden, (Ausführungsplanung: Richard Goerz)
- 1839–1841: Evangelische Kirche in Schaafheim
- 1840–1841: Ludwigsmonument in Darmstadt
- 1840–1841: Villa Rettberg, Frankfurter Straße 2 in Wiesbaden, (1870 überformt)
- 1844–1846: Evangelische Kirche in Spiesheim (Rhumbler)
- 1849–1850: Evangelische Kirche in Roßdorf (Georg August Lerch)

## Weitere private Kontakte und familiäre Verflechtungen
Privat war Moller mit illustren Gestalten der Zeit wie J. W. von Goethe, dem politisch wie medizinisch engagierten Georg Freiherr von Wedekind und der lokalen Bierbrauerfamilie Hessemer bekannt bzw. verwandt. Moller heiratete 1811 Amalie Merck, mit Verbindung zur Darmstädter Apotheker-Familie Merck. Zum engeren Kreis der späteren Industriellenfamilie Merck gehörten dann wiederum Nachfahren aus Mollers zweiter Ehe mit Helene Hille (1839). Georg Moller starb 1852 in Darmstadt im Alter von 68 Jahren. Er ist auf dem Alten Friedhof in Darmstadt begraben. Sein Grabmal wurde von Johann Baptist Scholl geschaffen.

## Schriften
- Denkmäler der deutschen Baukunst. Baer Verlag: Frankfurt 1852–54. 3 Bände. doi:10.3931/e-rara-4613
- Ueber die altdeutsche Baukunst als erläuternder Text zu seinen Denkmälern der deutschen Baukunst. 2. Auf. Carl Wilhelm Leske, Leipzig und Darmstadt 1831. BSB

## Ausstellung
- 2011: Architektur im Buch. Architekturtheoretische Publikationen des großherzoglichen Baumeisters Georg Moller, Universitäts- und Landesbibliothek Darmstadt.

## Georg-Moller-Preis
An Georg Moller erinnert der jährlich von der Stadt Darmstadt ausgeschriebene Georg-Moller-Preis, ein Architekturpreis, der für an der Technischen Universität Darmstadt entstandene Studienarbeiten ausgelobt wird, die sich mit Bau- und Planungsaufgaben im Darmstädter Stadtgebiet befassen. Das Preisgeld beläuft sich auf insgesamt 2600 Euro und wird seit dem Jahr 2000 von der Bauverein AG gestiftet.

## Ehrungen
- Der Mollerplatz und die Mollerstraße (49° 52′ 57,4″ N, 8° 39′ 11,8″ O) in Darmstadt tragen seinen Namen.
- Das Moller-Haus, ein denkmalgeschütztes Veranstaltungsgebäude in Darmstadt, wurde nach Moller benannt.
- Die Mollerstraße (52° 36′ 33,2″ N, 8° 22′ 7,6″ O) und das Georg-Moller-Haus, ein Wohn- und Geschäftshaus, in Diepholz wurden nach Moller benannt.